# 選挙プランナー
選挙プランナー（せんきょプランナー）とは、候補者と共に選挙戦を勝利に導くため科学的根拠に基づいた調査・戦略・戦術の企画を行う者。

## 概要
選挙への「当選」という共通のゴールを目指し、候補者に最も適した選挙キャンペーンのプランニング、アドバイス等を的確に行っていく役割を担う。
主たる活躍の場は地上戦とよばれる対面接触中心の選挙より、空中戦とよばれるイメージ戦略や広報宣伝が求められる比較的大きな選挙といわれている。2008年にドラマ「CHANGE」で阿部寛が演じた韮沢勝利が名乗ったことで日本では一般的な名称となった。
日本最初の選挙プランナーは三浦博史であり、2020年9月に総理大臣に就いた菅義偉が、総理就任翌日に会食したのが、選挙プランナーの三浦博史であった。
仕事の概要としては、候補者に適した選挙キャンペーンのプランニング、アドバイス等を的確に行うこととされ、候補者が伝えたいメッセージを有権者に、いかにわかりやすく伝えるかが戦略・戦術上最も重要である。
選挙プランナーのほか、選挙コンサルタントと名乗るケースもある。メディアでは「当選請負人（とうせんうけおいにん）」等と表現されることもある。

## 戦略
三浦博史は、握手をして歩き回ることで有権者に名前を覚えてもらう「地上戦」と、ネットやポスター、ポスティングなどの戦略・戦術を駆使する「空中戦」を組み合わせるバランスが重要と説き、通行人が受け取りやすいよう、うちわ型の法定ビラや千社札型ポスターを始めた。
2種類のアナウンス効果などを活用することもある。

## 日本の選挙プランナーの誕生
日本で三浦博史が選挙プランナーを始めたきっかけは以下のようなものだという。
これが、三浦氏が日本で選挙プランナーとして独立するきっかけになった。

以後、日本最年少選挙プランナーの松田馨をはじめ、選挙プランナーや選挙コンサルタントを名乗る人物は、国政選挙や統一地方選挙のたびに増えている傾向がある。